# The Granada Railway Company Limited
The Granada Railway Company Limited fue una compañía ferroviaria hispanobritánica que operó entre 1894 y 1917.

## Historia
En 1894 se completó la construcción de la línea Lorca-Baza. Las obras corrieron a cargo de la Great Southern of Spain Railway Company (GSSR), quien no mostraría interés en continuar la obras más allá de Baza. No obstante, algunos accionistas de la GSSR apostaron por continuar la construcción del ferrocarril previsto hasta la ciudad nazarí. Para ello fundarían una nueva empresa, The Granada Railway Company Limited, en 1894. 
La GSSR les cedió los derechos sobre resto del trazado previsto, si bien al final solo se hicieron cargo de la sección Baza-Guadix. Los trabajos de construcción, cuyo inicio se retrasó considerablemente, transcurrireron entre 1904 y 1907. En esa fecha se abrió al servicio la línea Baza-Guadix, que en Baza empalmaba con la línea procedente de Lorca y en Guadix con la línea Linares-Almería. En 1908 la explotación del trazado se le arrendó a la Compañía de los Caminos de Hierro del Sur de España, que la mantuvo hasta que en 1916 la Compañía de los Ferrocarriles Andaluces asumió este papel. En cualquier caso, la situación económica de la Granada Railway Company no mejoró mucho durante aquellos años. En 1917 transfirió sus derechos de propiedad a la recién creada Compañía de los Caminos de Hierro de Granada (Baza-Guadix).
La sociedad Granada Railway Company Ltd fue disuelta formalmente en 1918-1919.